# Бабаченко, Александр Иванович
Александр Иванович Бабаченко (укр. Олександр Іванович 'Бабаченко, род. 25 января 1958, г. Пятихатки) — украинский ученый-металлург, член-корреспондент НАН Украины (2024), доктор технических наук (2015). Специалист в области материаловедения, металлофизик, в частности металлопродукции железнодорожного назначения, разработчик научных положений и технологических решений новых процессов производства колесно-бандажных сталей и железнодорожных колес и бандажей, обеспечивающих высокий уровень их ресурса. Директор Института чёрной металлургии имени З. И. Некрасова Национальной академии наук Украины.

## Биография
Родился 25 января 1958 года в городе Пятихатки Днепропетровской области. В 1980 году закончил Днепропетровский университет (ныне Днепровский национальный университет имени Олеся Гончара). С того времени работает в Институте чёрной металлургии имени З. И. Некрасова Национальной академии наук Украины, с 2012 по 2015 год был заместителем директора, с 2015 — директор. В 1997 году защитил кандидатскую диссертацию на тему: «Исследование влияния структурного состояния среднеуглеродистых сталей на показатели вязкости разрушения при статистическом, динамическом и циклическом нагружении», научный руководитель — Узлов Иван Герасимович. В 2015 защитил докторскую диссертацию на тему: « Развитие научных положений о влиянии структурного состояния на надежность и долговечность цельнокатаных железнодорожных колес и бандажей».

## Научные публикации
Бабаченко А. И. — автор более 400 научных трудов, из них 4 монографий, 180 статей.